# Антиной Дельфийский
Антиной Дельфийский — статуя фаворита и возлюбленного римского императора Адриана Антиноя, обожествлённого после своей гибели. В настоящее время выставляется в Дельфийском археологическом музее.

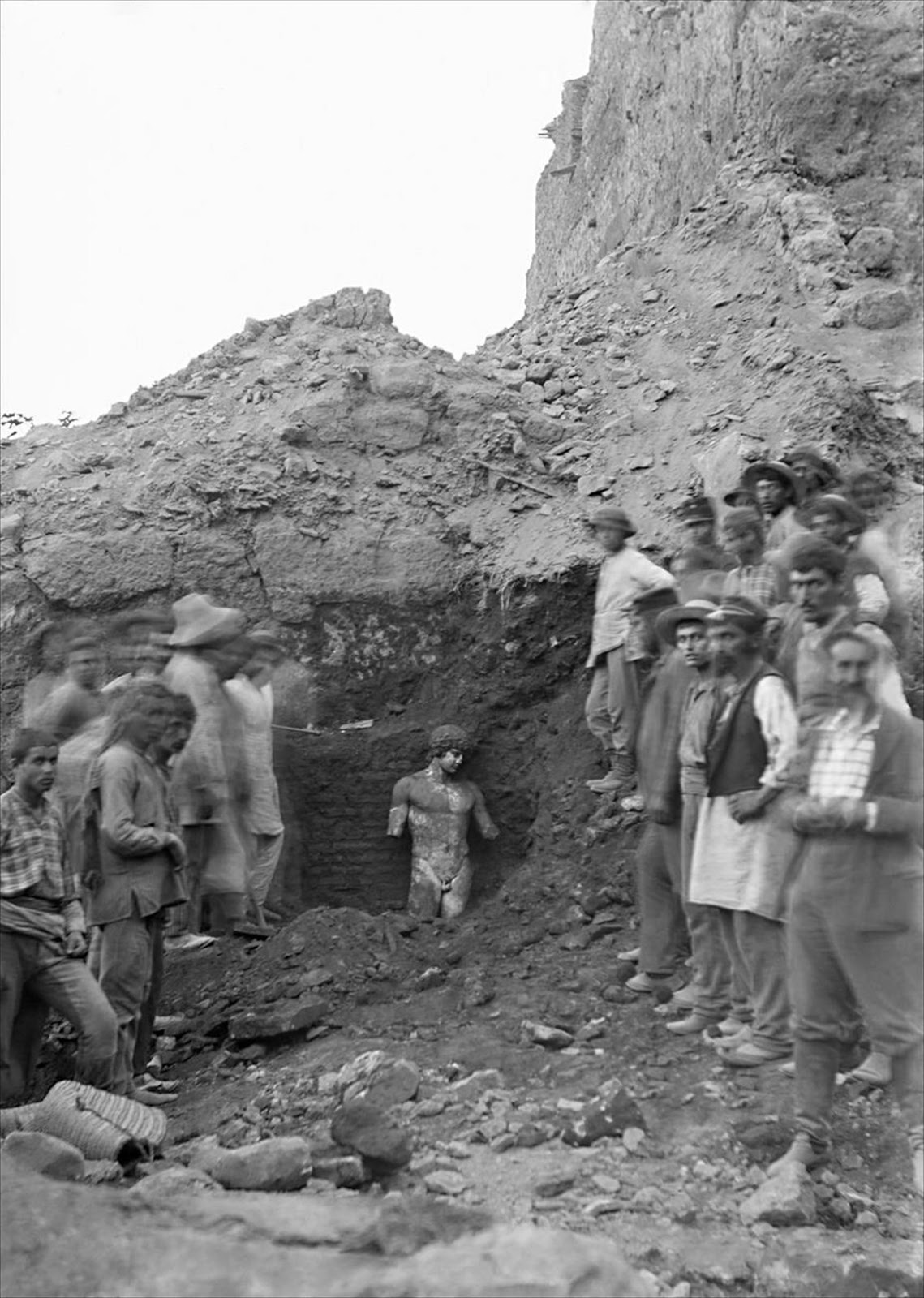
Раскопки в 1894 году.

Эту скульптуру нашли в 1894 году в Дельфах. Во время раскопок статуя была обнаружена в вертикальном положении на своем постаменте рядом со стеной кирпичной камеры храма. Предполагается, что она изначально была расположена у входа в святилище. Позже статуя получила повреждения и сломалась на высоте колена, в связи с чем её перенесли ближе к храму Аполлона, в своеобразную часовню Антиноя, где она и была найдена во время раскопок в относительно хорошем состоянии.
Эта статуя вероятно была создана в год смерти юноши и до его официального обожествления. Она считается одним из наиболее точных портретов реально жившего Антиноя. Хотя в ней присутствует идеализация, но в ней нет сакрализации объекта изображения. Предполагается, что скульптура была создана как подражание греческим Аполлону Тибрскому (римская копия произведения Фидия) и Дорифору с Диадуменом (творениям Поликлета).